# Menahem Golan

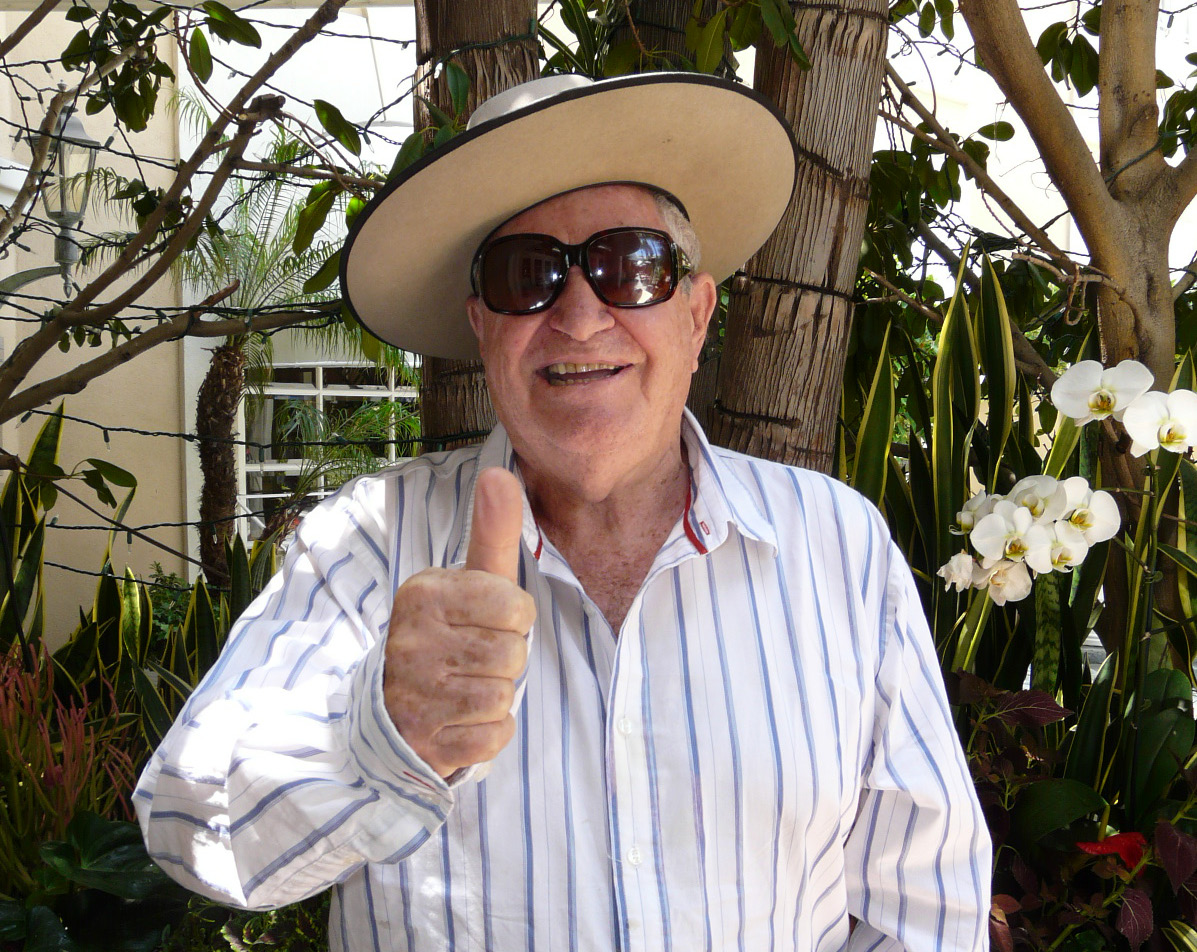
Menahem Golan (2007)

Menahem Golan (hebräisch מנחם גולן; * 31. Mai 1929 in Tiberias, Völkerbundsmandat für Palästina als Menahem Globus; † 8. August 2014 in Jaffa, Israel) war ein israelischer Regisseur, Filmproduzent und Drehbuchautor.

## Leben und Wirken
Golan war der Sohn polnischer Immigranten. Er diente im Israelischen Unabhängigkeitskrieg u. a. als Pilot und wurde 1949/1950 aus den Israelischen Verteidigungsstreitkräften entlassen. Er änderte zum Zeitpunkt seines Eintritts in die Armee aus patriotischen Gründen seinen eigentlichen Familiennamen Globus in Golan, angelehnt an die Golanhöhen.
Er reiste im Anschluss nach Italien, von dort aus kam er über Paris nach London. Dort bekam er ein Stipendium für die London Academy of Music and Dramatic Art. Golan begann im Alter von 22 Jahren als Bühnenregisseur zu arbeiten. Er verbrachte rund drei Jahre in Großbritannien. Nach der Rückkehr nach Israel begann er Bühnenadaptionen vor allem US-amerikanischer Stücke zu inszenieren.
Wenige Zeit nach seinem 30. Geburtstag zog er mit seiner Familie in die Vereinigten Staaten von Amerika. Dort nahm er ein Studium über Film auf und belegte Veranstaltungen an der Columbia University sowie dem City College of New York. In den Jahren 1962/63 nahm Golan Kontakt zu dem Regisseur und Produzenten Roger Corman auf und war schließlich in Monte-Carlo an der Produktion von dessen Film Schnelle Autos und Affären (The Young Racers) beteiligt. Diese Zusammenarbeit bedeutete Golans erste Tätigkeit im Filmgeschäft.
Noch im selben Jahr drehte Golan mit El Dorado seinen ersten eigenen Film, für den er auch als Drehbuchautor tätig war. Der Film entstand in Israel, wohin Golan zurückgekehrt war. Die Hauptrolle übernahm Chaim Topol.
1965 produziert Golan mit Sallah – oder: Tausche Tochter gegen Wohnung erstmals den Film eines anderen Regisseurs. Die Regie übernahm Ephraim Kishon und der Film wurde als erste israelische Produktion überhaupt als bester ausländischer Film für den Oscar nominiert. Diese Produktion markierte zugleich den Beginn der langjährigen Partnerschaft mit seinem Cousin Yoram Globus. Bei den meisten der folgenden Filme von Golan arbeiteten die beiden als Produzenten zusammen. Golan und Globus gründeten Mitte der 1960er Jahre mit Noah Films eine eigene Produktionsfirma. Ab diesem Zeitpunkt begann auch die typische Arbeitsteilung der beiden. Golan war der kreative Kopf, während Globus den geschäftlichen Teil übernahm.
Drei weitere Oscar-nominierte Produktionen entstanden unter ihrer Ägide in den 1970er Jahren. In dieser Zeit erhielten sie in Israel auch den Spitznamen „Go-Go-Boys“, der auf ihre schnell und auf Kosteneffizienz bedachte Produktionsweise gemünzt war. Nur wenige ihrer Filme erfuhren eine internationale Kinoauswertung. Eine große Ausnahme war die legendäre, vor allem in Deutschland äußerst populäre Filmserie Eis am Stiel, die Golan ab 1977 mit seinem Cousin produzierte und die ab Folge 3 als deutsch-israelische Kooperation hergestellt wurde.
Mit Blick auf den westlichen Kinomarkt gründeten Golan und Globus zunächst die AmeriEuro Pictures Company, die sie wenig später in Golan-Globus-Productions umbenannten. Ihre erste Produktion war Der Gangsterboss von New York mit Tony Curtis in der Hauptrolle, gedreht in Hollywood 1975 unter der Regie von Golan. Weitere Filme folgten, der erhoffte Erfolg blieb aber aus. Golan und Globus änderten ihre Strategie und verfolgten das Ziel, eine originär US-amerikanische Produktionsfirma zu übernehmen, die auch den eigenen Verleih übernehmen und organisieren solle.
1979 übernahmen Golan und Globus schließlich die US-amerikanische Produktionsfirma Cannon Films. Gemeinsam zählten sie zu den wichtigsten unabhängigen Filmproduzenten und drehten bis zu 40 Filme pro Jahr. In diesen Jahren produzierten sie beispielsweise die Filme des Regisseurs J. Lee Thompson. Bekannt wurden auch die von ihnen betreuten Actionfilme mit Chuck Norris und Michael Dudikoff in der Hauptrolle. Charles Bronson war in 12 Filmen der beiden zu sehen. Golan übernahm bei mehreren Produktionen auch selbst die Regie. Neben Actionfilmen drehte er 1980 auch das Musical Star Rock (The Apple). 1989 gingen Golan und Globus mit ihrer Firma bankrott. Unter Cannons Films entstanden bis einschließlich 1994 rund 200 Produktionen verschiedenster Genres. Das Geschäftsmodell von Golan und Globus basierte vor allem darauf, die internationalen Filmrechte vorab zu verkaufen, und zwar sowohl auf dem Kino- wie dem Video- und Fernsehmarkt. In einigen Fälle existierte dabei zum Zeitpunkt des Verkaufs kaum mehr als ein fiktives Filmplakat.
Menahem Golan, der sich gelegentlich auch Joseph Goldman oder Frank G. Carroll nannte, trat auch ab und zu in kleinen Rollen als Schauspieler auf.
Golans Film Operation Thunderbolt über die Operation Entebbe wurde 1978 für einen Oscar in der Kategorie Bester fremdsprachiger Film nominiert. 2002 überraschte er die Filmwelt mit einer eigenwilligen Adaption von Dostojewskis Schuld und Sühne, die er im Moskau der Jahrtausendwende ansiedelte. Sein festgelegtes Image als Produzent trivialer Actionfilme und Komödien verhinderte bislang eine breite Rezeption im deutschsprachigen Raum.
2003 wirkte er als Regisseur und Drehbuchautor bei dem in Bangkok gedrehten Actiondrama Final Combat. Die folgenden in Israel produzierten Musicals Days of Love (Yamim Shel Ahava) und A Dangerous Dance (Rikud Mesukan) testeten dagegen am Moviemeter neue Tiefststände aus. 2008 setzte er seinem verstorbenen Freund Ephraim Kishon mit der Komödie Marriage Agreement ein bislang wenig beachtetes Denkmal.
In den Jahren 1984 (schlechtester Film für Herkules), 1987 (schlechtester Film für Die City-Cobra) und 1988 (schlechtester Film für Harte Männer tanzen nicht) waren er und Yoram Globus jeweils für die Goldene Himbeere nominiert. 1988 waren sie beide für den Film Harte Männer tanzen nicht bei den Independent Spirit Awards nominiert.

## Filmografie (Auswahl)

### Als Regisseur
- 1963: El Dorado
- 1966: Einer spielt falsch (Trunk to Cairo)
- 1968: Tevje und seine sieben Töchter (Tuvia Vesheva Benotav)
- 1969: Öfter mal was Junges – Der Schlappschwanz (What’s Good for the Goose)
- 1970: Höllenkommando (Eagles Attack at Dawn)
- 1972: Ani Ohev Otach Rosa
- 1975: Der Gangsterboss von New York (Lepke)
- 1975: Der Diamanten-Clou (Diamonds)
- 1977: Operation Thunderbolt (Mivtsa Yonatan)
- 1978: Agenten kennen keine Tränen (A chi tocca, tocca…!)
- 1979: Der Magier (The Magician of Lublin)
- 1980: Star Rock (The Apple)
- 1981: Ninja, die Killer-Maschine (Enter the Ninja)
- 1983: Over the Brooklyn Bridge
- 1986: Delta Force (The Delta Force)
- 1987: Over the Top
- 1996: Die Tunnelgangster von Berlin
- 1998: Gianni Versace – Der Mord (The Versace Murder)
- 1999: 127 Tage Todesangst (Lima: Breaking the Silence)
- 2002: Crime and Punishment – Du sollst nicht töten (Crime and Punishment)

### Als Produzent
- 1964: Sallah – oder: Tausche Tochter gegen Wohnung (Sallah)
- 1973: Das Haus in der dritten Straße (Ha-Bayit Berechov Chelouche)
- 1976: Jesus von Nazareth (The Passover Plot)
- 1976: Der Colt Gottes (Ekdach Haelohim)
- 1976: Tödliche Rache (Kid Vengeance)
- 1977: Eis am Stiel (Eskimo Limon)
- 1978: Agenten kennen keine Tränen (A chi tocca, tocca…!)
- 1979: Eis am Stiel 2 – Feste Freundin (Yotzim Kavua)
- 1980: Star Rock (The Apple)
- 1981: Eis am Stiel 3 – Liebeleien (Shifshoof Nayim)
- 1982: Eis am Stiel 4 – Hasenjagd (Sapihes)
- 1982: Champions (That Championship Season)
- 1982: Der Mann ohne Gnade (Death Wish II)
- 1983: Die Begegnung (One More Chance)
- 1983: Die verruchte Lady (The Wicked Lady)
- 1983: Das Haus der langen Schatten (House of the Long Shadows)
- 1983: Sahara
- 1983: Herkules (Ercole)
- 1984: Missing in Action
- 1984: Das nackte Gesicht (The Naked Face)
- 1984: Eis am Stiel 5 – Die große Liebe  (Roman Za'ir)
- 1984: Love Streams
- 1985: Leidenschaften (Interno Berlinese)
- 1985: Lifeforce – Die tödliche Bedrohung (Lifeforce)
- 1985: Invasion U.S.A.
- 1985: Hell Squad
- 1985: American Fighter (American Ninja)
- 1985: Quatermain – Auf der Suche nach dem Schatz der Könige (King Solomon’s Mines)
- 1985: Death Wish III – Der Rächer von New York (Death Wish III)
- 1985: Expreß in die Hölle (Runaway Train)
- 1985: Fool for Love
- 1985: Missing in Action 2 – Die Rückkehr (Missing in Action 2 – The Beginning)
- 1985: Eis am Stiel 6 – Ferienliebe (Harimu Ogen)
- 1986: 52 Pick-Up
- 1986: America 3000 (America 3000)
- 1986: Invasion vom Mars (Invaders from Mars)
- 1986: Die City-Cobra (Cobra)
- 1986: Die Klugscheißer (Asilo di polizia)
- 1986: Feuerwalze (Firewalker)
- 1986: Nighthunter
- 1986: Otello
- 1986: Texas Chainsaw Massacre 2 (The Texas Chainsaw Massacre Part 2)
- 1987: Over the Top
- 1987: Glitzernder Asphalt (Street Smart)
- 1987: Die Barbaren (The Barbarians)
- 1987: American Fighter II – Der Auftrag (American Ninja 2: The Confrontation)
- 1987: Rendezvous mit einer Leiche (Appointment with Death)
- 1987: Shy People – Bedrohliches Schweigen (Shy People)
- 1987: Quatermain II – Auf der Suche nach der geheimnisvollen Stadt (Allan Quatermain and the Lost City of Gold)
- 1987: Superman IV – Die Welt am Abgrund (Superman IV – The Quest for Peace)
- 1987: Das Weiße im Auge (Death Wish 4: The Crackdown)
- 1987: Masters of the Universe
- 1987: Sturzflug ins Chaos – Wenn schräge Vögel fliegen lernen (Dutch Treat)
- 1987: Eis am Stiel VII – Verliebte Jungs (Ahava Tzeira)
- 1987: Gor
- 1988: Eis am Stiel VIII – Summertime Blues
- 1988: Missing in Action 3 – Braddock (Braddock: Missing in Action III)
- 1989: Cyborg
- 1990: Bullseye – Der wahnwitzige Diamanten Coup (Bullseye!)
- 1990: Captain America
- 1999: 127 Tage Todesangst (Lima: Breaking the Silence)

### Als Drehbuchautor
- 1980: Star Rock (The Apple)
- 1983: Sahara
- 1999: 127 Tage Todesangst (Lima: Breaking the Silence)